# Lijst van spelers van Queens Park Rangers FC
Deze lijst bevat voetballers die voor de Engelse voetbalclub Queens Park Rangers FC spelen of gespeeld hebben. De spelers zijn in alfabetische volgorde gerangschikt.

## A
- Albert Adomah
- Junior Agogo
- Patrick Agyemang
- Gareth Ainsworth
- Matteo Alberti
- Bradley Allen
- Clive Allen
- Taoufik Ameziane
- Lucas Andersen
- Gabriele Angella
- Osvaldo Ardiles
- Benoît Assou-Ekotto
- Charlie Austin

## B
- Shabazz Baidoo
- Stefan Bailey
- Angelo Balanta
- Garry Bannister
- Ian Baraclough
- Yoann Barbet
- David Bardsley
- Chris Barker
- Simon Barker
- Phil Barnes
- Paul Barron
- Joey Barton
- Warren Barton
- Marcus Bean
- Aziz Ben Askar
- Tal Ben-Haim
- Yossi Benayoun
- Marcus Bent
- Leon Best
- Jake Bidwell
- Marcus Bignot
- Marc Bircham
- Dexter Blackstock
- Tyler Blackwood
- Adam Bolder
- Ariel Borysiuk
- Garry Borrowdale
- José Bosingwa
- Jay Bothroyd
- Stan Bowles
- Ray Brady
- Serge Branco
- Alan Brazil
- Tim Breacker
- Rufus Brevett
- Marlon Broomes
- Aaron Brown
- Lee Brown
- Wayne Brown
- Paul Bruce
- Bruno Andrade
- Alvin Bubb
- Nikki Bull
- Ákos Buzsáky
- John Byrne

## C
- Gus Caesar
- Lee Camp
- D. J. Campbell
- Clarke Carlisle
- Tom Carroll
- Jimmy Carter
- Steven Caulker
- Radek Černý
- Júlio César
- Ilias Chair
- Trevor Challis
- Chris Chalmers
- Jeremy Charles
- Pascal Chimbonda
- Tjaronn Chery
- Djibril Cissé
- Leon Clarke
- David Clement
- Justin Cochrane
- Jake Collins
- Neill Collins
- Karl Connolly
- Matthew Connolly
- Lee Cook
- James Coppinger
- Barry Corr
- Martin Cranie
- Peter Crouch
- Reece Crowther
- Nick Culkin
- Danny Cullip
- Jamie Cureton
- Tony Currie
- John Curtis
- Adam Czerkas

## D
- Jermaine Darlington
- Andrew Davies
- Christopher Day
- Fernando De Ornelas
- Damien Delaney
- Shaun Derry
- Samuel Di Carmine
- Samba Diakité
- Danny Dichio
- Seny Dieng
- Fraser Digby
- Sieb Dijkstra
- Tommy Doherty
- Coll Donaldson
- Scott Donnelly
- Michael Doughty
- Iain Dowie
- Kevin Doyle
- Richard Dunne
- Kieron Dyer
- Lloyd Dyer
- Lyndon Dykes

## E
- Richard Edghill
- Max Ehmer
- Abdenasser El Khayati
- Jay Emmanuel-Thomas
- Hogan Ephraim
- Ian Evans
- Ian Evatt
- Eberechi Eze

## F
- Fabio
- Mark Falco
- Roy Faulkner
- Alejandro Faurlín
- Terry Fenwick
- Leroy Fer
- Anton Ferdinand
- Les Ferdinand
- Rio Ferdinand
- Dominic Foley
- Alan Fowler
- Terrell Forbes
- Gerry Francis
- Luke Freeman
- Trevor Francis
- Darnell Furlong
- Paul Furlong

## G
- Danny Gabbidon
- Kevin Gallen
- Antonio German
- Ian Gillard
- Don Givens
- Ben Gladwin
- Arthur Gnohere
- Oscar Gobern
- Paul Goddard
- Gregory Goodridge
- Kaspars Gorkšs
- Esteban Granero
- Robert Green
- Bill Greer
- Reece Greco-Cox
- John Gregory

## H
- Fitz Hall
- Grant Hall
- Billy Hamilton
- Lee Harper
- Michael Harriman
- Allan Harris
- Ed Harris
- Mark Hateley
- Tom Heaton
- Antti Heinola
- Heiðar Helguson
- Karl Henry
- Mike Hellawell
- Clint Hill
- Matt Hill
- Tom Hitchcock
- Matthew Hislop
- Steve Hodge
- Junior Hoilett
- John Hollins
- Andrew Howell
- Aaron Hughes
- Rob Hulse
- Ron Hunt

## I
- Idiakez
- Carl Ikeme
- Andy Impey
- Matt Ingram

## J
- Matt Jackson
- Leighton James
- Robert James
- Jason Jarrett
- Jermaine Jenas
- Andrew Johnson
- Richard Johnson
- Humphrey Jones
- Paul Jones
- Ray Jones
- Vinnie Jones
- Jordi López

## K
- Patrick Kanyuka
- William Keane
- Gerrit Keizer
- Eddie Kelly
- Mark Kennedy
- Paddy Kenny
- Christopher Kiwomya
- Leon Knight
- Samuel Koejoe
- Paul Konchesky
- Niko Kranjčar
- George Kulcsar
- Marcin Kus

## L
- Jimmy Langley
- Richard Langley
- Brian Law
- Carl Leaburn
- Emmanuel Ledesma
- Kieran Lee
- Sammy Lee
- Mikele Leigertwood
- Andrew Linighan
- Evelyn Lintott
- Kevin Lisbie
- Steve Lomas
- Steve Lovell
- Keith Lowe
- Massimo Luongo
- Joe Lumley

## M
- Federico Macheda
- Malcolm Mackay
- Jamie Mackie
- Daniel Maddix
- Sam Magri
- Gavin Maguire
- Gavin Mahon
- Modibo Maiga
- Bob Malcolm
- Michael Mancienne
- Terry Mancini
- Ryan Manning
- Dean Marney
- Rodney Marsh
- Don Masson
- Stéphane M'Bia
- Billy McAdams
- David McCreery
- Andy McDermott
- Alan McDonald
- Dave McEwen
- Terry McFlynn
- Paul McGee
- Brian McGovern
- Kevin McLeod
- Frank McLintock
- Jock McNab
- Luděk Mikloško
- Mauro Milanese
- Adam Miller
- Ishmael Miller
- Liam Miller
- Petter Vaagan Moen
- James Moore
- Stefan Moore
- Ravel Morrison
- Steve Morrow
- Jonathan Munday
- Brian Murphy
- Neill Murphy
- Paul Murray

## N
- Daniel Nardiello
- Arkenson Neckles
- Ryan Nelsen
- Michael Ngonge
- Marc Nygaard

## O
- Mick O'Brien
- John O'Neill
- Joe Oastler
- Egutu Oliseh
- Nedum Onuoha
- Oguchi Onyewu
- Richard Ord
- Bradley Orr
- Bright Osayi-Samuel

## P
- Kenneth Paal
- Richard Pacquette
- Gino Padula
- Stephen Palmer
- Daniel Parejo Muñoz
- Park Ji-sung
- Josh Parker
- Paul Parker
- Phil Parkes
- Tony Parks
- Gavin Peacock
- Alessandro Pellicori
- Gary Penrice
- Fred Pentland
- James Perch
- Bruno Perone
- Mark Perry
- Paul Peschisolido
- Michael Petrasso
- Matt Phillips
- Matt Pickens
- David Pizanti
- Chris Plummer
- Sebastian Polter
- Ivor Powell
- Graeme Power
- Tamás Priskin
- Jason Puncheon
- Elvijs Putniņš

## Q
- Nigel Quashie

## R
- Peter Ramage
- Karl Ready
- Zeshan Rehman
- Peter Reid
- Steven Reid
- Loïc Rémy
- Rohan Ricketts
- Tony Roberts
- Jack Robinson
- Michael Robinson
- Matthew Rose
- Romone Rose
- Generoso Rossi
- Wayne Routledge
- Keith Rowland
- Martin Rowlands
- Simon Royce
- Neill Ruddock

## S
- Eric Sabin
- Ben Sahar
- Christopher Samba
- Kenny Sansom
- George Santos
- Anthony Scully
- David Seaman
- Mike Sheron
- Dominic Shimmin
- Danny Shittu
- Frank Simek
- Danny Simpson
- Jay Simpson
- Scott Sinclair
- Trevor Sinclair
- Andy Sinton
- Steven Slade
- Jimmy Smith
- Tommy Smith
- Alex Smithies
- Juergen Sommer
- Nigel Speckman
- John Spencer
- Kieran St Aimee
- Simon Stainrod
- Robert Steiner
- Jan Stejskal
- Damion Stewart
- Ian Stewart
- Dean Sturridge

## T
- Adel Taarabt
- Taye Taiwo
- Andy Taylor
- Gareth Taylor
- Armel Tchakounte
- David Thomas
- George Thomas
- Sean Thomas
- Andy Thomson
- Anthony Thorpe
- Sampsa Timoska
- Giorgos Tofas
- Damiano Tommasi
- Duško Tošić
- Andros Townsend
- Dániel Tőzsér
- Armand Traoré

## U
- Ugochukwu Ukah

## V
- Terry Venables
- Rowan Vine

## W
- Gary Waddock
- Kyle Walker
- Mike Walsh
- Simon Walton
- Darren Ward
- Nick Ward
- Stewart Wardley
- Chris Warren
- Conor Washington
- Ben Watson
- Ross Weare
- David Webb
- Dick Whittaker
- Ray Wilkins
- Tom Williams
- Tony Williams
- Callum Willock
- Andrew Wilson
- Chris Woods
- Patrick Woods
- Paul Wright
- Shaun Wright-Phillips

## Y
- Steven Yates
- Luke Young
- Sammy Youssouf
- Yun Suk-Young

## Z
- Ruben Zadkovich
- Bobby Zamora
- Mauro Zárate
- Nedijeljko Zelić